# José Luis Tovar
José Luis Tovar Pavón (Huelva, 8 de enero de 1972) es un deportista español que compitió en atletismo adaptado. Ganó una medalla de plata en los Juegos Paralímpicos de Atlanta 1996 en la prueba de 400 m (clase T10).

## Palmarés internacional
| Juegos Paralímpicos | Juegos Paralímpicos      | Juegos Paralímpicos | Juegos Paralímpicos |
| Año                 | Lugar                    | Medalla             | Prueba              |
| ------------------- | ------------------------ | ------------------- | ------------------- |
| 1996                | Atlanta (Estados Unidos) | Medalla de plata    | 400 m T10           |